# Gimnasiarquía
En la Antigua Grecia, la gimnasiarquía (griego antiguo γυμνασιαρχία, gymnasiarkhía) era una magistratura o una liturgia (servicio público) asumida por un ciudadano rico. Su contenido es mal conocido: los textos antiguos presentan al gimnasiarca o bien como el responsable del gimnasio, o bien como el simple organizador de las lampadedromías (carreras de antorchas) durante las fiestas religiosas. Hay que diferenciar al gimnasiarca de la época clásica del de la época helenística y romana.

## En Atenas

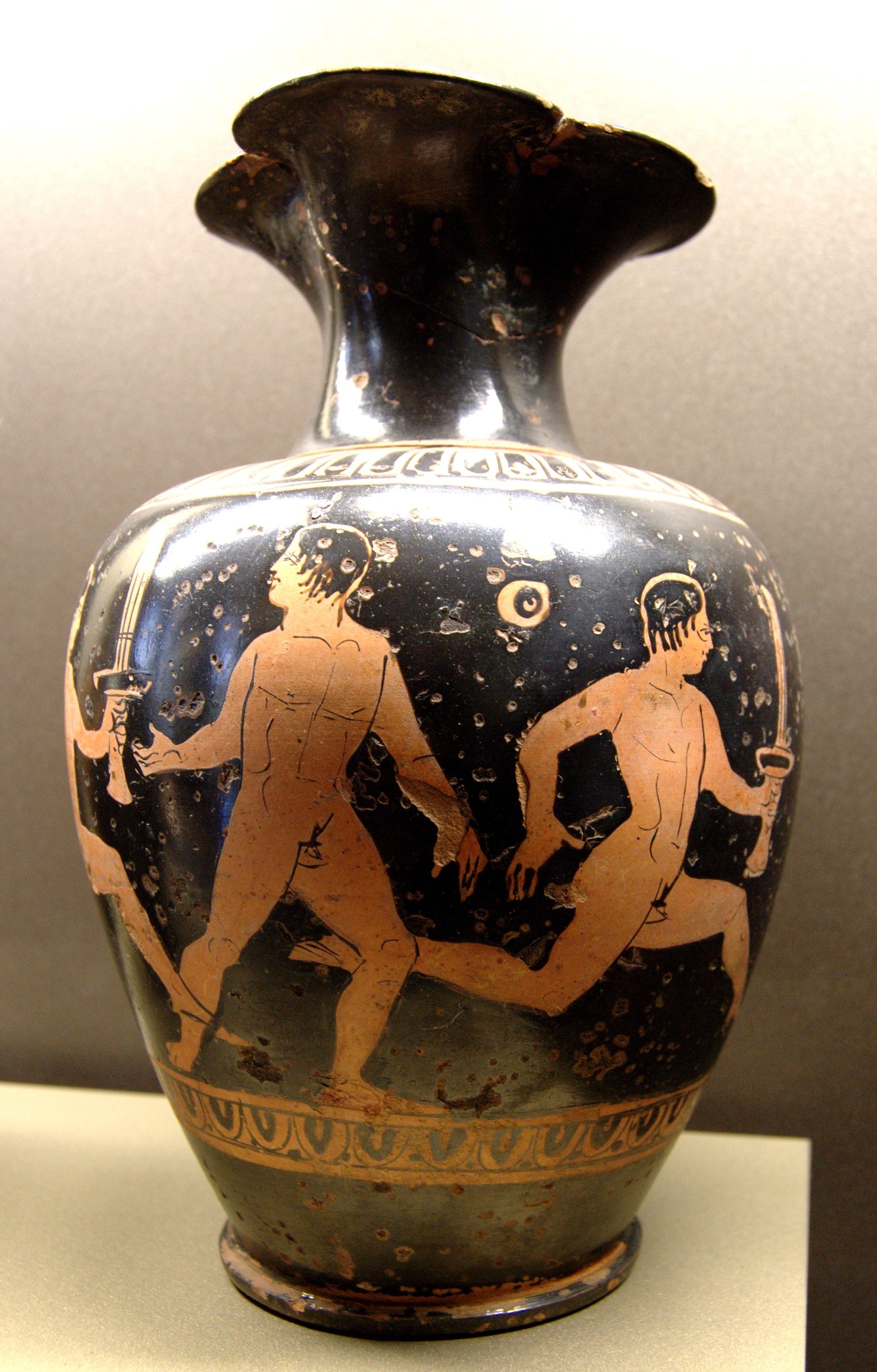
Lampededromía. enócoe del, Museo del Louvre.

En la Atenas clásica, la gimnasiarquía era una liturgia civil. El gimnasiarca estaba encargado de organizar y de financiar un equipo de atletas en nombre de su tribu para las lampadedromías en el programa de varias fiestas:
- las Hefestias: diez gimnasiarcas por año a partir de 421-420 a. C., al menos hasta 330-329 a. C., después probablemente cada cuatro años hasta  Demetrio Poliorcetes.[1]
- las Prometeas: probablemente diez gimnasiarcas por año a partir de 421-420 a. C., al menos hasta la ley de Epícrates (335 a. C.) y sin duda hasta Demetrio Poliorcetes.[1]
- las Grandes Panateneas: diez gimnasiarcas cada cuatro años.[1]

Heródoto menciona una carrera de antorchas durante la fiesta de Pan instituida durante las guerras médicas, pero no se sabe más sobre este acontecimiento en la época clásica, y se ignora si la carrera era financiada por los gimnasiarcas.
Los gimnasiarcas eran elegidos por el arconte rey de una lista presentada por las  tribus. Concretamente, su tarea consistía en seleccionar a los atletas de su tribu y a un entrenador, para mantenerlos durante su preparación y proporcionarles el material. Si su equipo ganaba el concurso debía dedicar un monumento a los dioses. La gimnasiarquía requería de fondos nada despreciables. En el siglo V a. C., los ricos Alcibíades, Nicias y Andócides asumían la liturgia. En el siglo IV a. C., un gimnasiarca gastó doce minas en las Prometeas. Iseo de Atenas menciona esta liturgia como una de las más caras.